# زنان در اقتصاد
زنان در حرفه اقتصاد در سراسر جهان کم نمایند. این مفاهیم اجتماعی و مادی گسترده‌ای دارد، زیرا اقتصاددانان در بانک‌ها و دولت کار می‌کنند و نقش مستقیمی در سیاست گذاری دارند. مطالعات نشان داده‌است که تصمیماتی که توسط تیم‌های گوناگون اتخاذ و اجرا شده‌است، ۶۰٪ نتیجه بهتری به همراه داشته‌است. در حالی که بسیاری از رشته‌های دیگر، از جمله رشته‌های STEM، رشد سهم استادان و دانشجویان زن را دیده‌اند، اقتصاد در ۱۵ سال گذشته با پیشرفت کمی در هر سطح دچار رکود شده‌است.

## مطالعات
در سال ۲۰۱۵، هدر سارسونز، محقق هاروارد مقاله ای در مورد اینکه آیا مقاله‌های مشترک نویسنده و جنسیت نویسندگان ممکن است بر تصدیگری تأثیر بگذارد ، منتشر کرد. این مقاله نشان داد که ۸٪ افزایش در یک اقتصاددان مرد با تصدیق یک مقاله مشترک در رزومه خود وجود دارد اما فقط ۲٪ برای اقتصاددانان زن.
در سال ۲۰۱۷، آلیس وو، دانشجوی کارشناسی دانشگاه کالیفرنیا، برکلی، مطالعه ای را منتشر کرد که در آن از پردازش زبان طبیعی در EconJobRumors.com، یک فروم آنلاین استفاده می‌شود که اقتصاددانان دانشگاهی برای بحث در مورد فرصت‌های شغلی و نامزدها استفاده می‌کنند. این مطالعه نشان داد که هنگامی که پوسترهای سایت در مورد اقتصاددانان زن صحبت می‌کردند، آنها تمایل داشتند که در مورد ظاهر زنان بحث کنند، در حالی که هنگام بحث در مورد اقتصاددانان مرد، آنها تمایل به استفاده از اصطلاحاتی داشتند که بر توانایی‌های فکری آنها تأکید می‌کند. وی دو نتیجه اصلی یافت: اول، نه کلمه از ۱۰ کلمه برتر پیش‌بینی کننده ارسال یک زن در مورد زنان صریحاً ارجاعات جنسی است، و دوم اینکه، پست‌های مربوط به زنان شامل ۴۳٪ اصطلاحات علمی یا شغلی کمتر و ۱۹۲٪ اصطلاحات بیشتر مربوط به اطلاعات شخصی است یا صفات فیزیکی.
اخیراً، در سال ۲۰۲۱، شواهد ناشی از یک مطالعه تحقیقاتی با تلاش سیستماتیک برای اندازه‌گیری کمی فرهنگ سمینار در اقتصاد است. آنها دریافتند که در طی یک سمینار، از زنان مجری سؤالات بیشتری پرسیده می‌شود و سؤالات پرسیده شده بیشتر مورد حمایت و خصومت است. این مقاله آخرین موردی است که شاهد اثبات تبعیض جنسیتی در اقتصاد است.
به همین ترتیب، در دانشگاهی، که «انتشار یا نابودی» هنوز اعتبار معتبر است، با زنان برخورد سختگیرانه تری می‌شود. به عنوان مثال، در تجزیه و تحلیل نشریات، نشان داده شده‌است که مردان تقریباً با همان نرخ تصدی می‌شوند، صرف نظر از اینکه آنها نویسنده یا انفرادی هستند. با این وجود، زنان هرچه بیشتر در نویسندگی همکاری کنند، کمتر احتمال تصدی حق تصدی را پیدا می‌کنند. این نتیجه بیشتر برای زنان نویسنده مشترک با مردان مشخص است و در زنانی که با زنان دیگر همکاری دارند کمتر مشخص است.